# Telavancin
Telavancin è un antibiotico battericida della famiglia dei lipoglicopeptidi utilizzato in caso di infezioni da Stafilococco aureo Meticillino Resistente (MRSA) o altre infezioni da batteri Gram positivi.
Telavancin è un derivato semisintetico della vancomicina. Il farmaco è stato sviluppato da Astellas e Theravance ed è commercializzato con il nome di Vibativ.
Il farmaco è stato approvato dalla Food and Drug Administration (FDA) nel 2009 per il trattamento di infezioni complicate della cute e annessi cutanei, e successivamente nel 2013 per polmoniti acquisite in ospedale e polmoniti batteriche associate all'uso di ventilatori in terapia intensiva causate da Stafilococco aureo. Nel 2011 la Commissione europea ha approvato telavancin per la terapia delle polmoniti nosocomiali causate dallo S. aureo meticillino resistente (MRSA). L'utilizzo del farmaco è riservato ai casi in cui altre alternative terapeutiche (es. linezolid) non si siano rivelate efficaci. 

## Farmacodinamica
Similmente alla vancomicina, telavancin inibisce la sintesi della parete cellulare batterica legandosi a D-Ala-D-Ala, ovvero inibisce l'ultimo stadio della biosintesi del peptidoglicano, nella parete cellulare batterica in via di accrescimento. Tale meccanismo è di tipo substrato-dipendente e si caratterizza per una particolare ed elevata affinità. Oltre a ciò, l'antibiotico altera il potenziale di membrana della cellula batterica, aumentandone la permeabilità e favorendo la fuoriuscita di ATP e potassio.

## Farmacocinetica
Dopo somministrazione per via endovenosa telavancin si distribuisce nei tessuti biologici. Il legame con le proteine plasmatiche è pari a circa il 90%, principalmente con l'albumina. L'emivita di eliminazione della molecola è di circa 6-10 ore. La molecola è principalmente eliminata attraverso l'emuntorio renale nella misura del 76% circa, e solo in minima parte con le feci (1%).

## Indicazioni
Trattamento di infezioni complicate della cute e degli annessi cutanei, causate da microrganismi gram-positivi sensibili tra cui Stafilococco aureo meticillino resistente, Enterococcus faecalis, Streptococcus pyogenes, Streptococcus agalactiae, o Streptococcus anginosus. Trattamento di polmoniti batteriche acquisite in ospedale e associate all'uso di ventilatori..Attiva su LIsteria, Clostridi, Pnemococchi, Corinebatteri, peptostreptococchi e alcuni enterococchi. La sua efficacia è importante poiché risulta battericida anche su batteri resistenti alla meticillina, ai glicopeptidi e alla vancomicina

## Effetti collaterali e indesiderati
Effetti avversi comuni ma non particolarmente gravi comprendono nausea, vomito, sapore metallico in bocca, riduzione dell'appetito, costipazione e cefalea. Il farmaco può comportare un aumento delle concentrazioni ematiche di creatinina. Altri effetti indesiderati: vertigine, prurito, rash cutaneo.

## Controindicazioni
Il composto è controindicato in soggetti con ipersensibilità nota al principio attivo, oppure a uno qualsiasi degli eccipienti contenuti nella formulazione farmaceutica. È anche controindicato in caso di uso concomitante di eparina non frazionata per via endovenosa.

## Dosi terapeutiche
In caso di infezioni complicate della cute e degli annessi il dosaggio abituale nell'adulto è di 10 mg/kg ogni 24 ore, per via endovenosa e per 1-2 settimane. 
Il trattamento di una polmonite batterica acquisita in ospedale e associata all'uso del ventilatore prevede la somministrazione EV di 10 mg/kg ogni 24 ore per un periodo di trattamento di 1-3 settimane.